# 密歇根大学-俄亥俄州立大学橄榄球竞争
密歇根大学-俄亥俄州立大学橄榄球竞争（Michigan–Ohio State football rivalry），也被称为，是指美国國家大學體育協會（NCAA）的橄榄球比赛中，由俄亥俄州立大学七叶树队对阵密歇根大学狼獾队的比赛。俄亥俄州立大学和密歇根大学历来为世仇死敌，他们的橄榄球队又都是NCAA的传统劲旅，拥有悠久的历史，诸多的荣誉和狂热的球迷。因此，他们之间几乎一年一度的橄榄球对抗赛成为了NCAA最出名的对抗比赛。2000年ESPN的评选中，七叶树和狼獾的大学橄榄球德比甚至力压很多职业比赛的德比赛事，被选为了北美洲最为经典的死敌德比。截止到2024年，密歇根62胜52负6平，战绩占优。

## 历史背景
一般的德比之战之所以引人注目是因为参赛的两队隶属于同一片区域，两队会为了争夺在那片区域的领先地位而战，例如罗马对阵拉齐奥的罗马城德比，AC米兰对阵国际米兰的米兰德比等。或者是因为两支球队在历史上获得的荣誉都很多，且不相上下，两队会因为捍卫自己的荣誉而战，例如曼联和利物浦的红色德比，皇家马德里和巴塞罗那的西班牙德比等。然而，俄亥俄州立大学和密歇根大学的七叶树狼獾德比的导火索却是一场美国历史上的一场战争。
这场战争名叫托莱多战争（Toledo War），爆发于1835年到1836年之间。当时俄亥俄州已经加入了美国联邦，而密歇根则是作为西北地区的一个部分，正在申请加入。在划界的时候由于地理测绘的技术原因，俄亥俄与密歇根就伊利湖边的港口城市托莱多以及其西部的一千多平方千米的土地归属发生了争执，双方互不想让，而在托莱多附近甚至擦枪走火。联邦政府不得不出面调停。由于俄亥俄州的人口比密歇根地区多，因此托莱多被划给了俄亥俄州。为了补偿密歇根，联邦又把属于人口更少的维斯康星地区的一大片土地划给了密歇根，所以今天的密歇根州才拥有了北密的上半岛。虽然密歇根地区获得了补偿，但是加入美国之后的密歇根州的居民视俄亥俄州的居民为敌。
1869年，美国各大学之间开始了校际的橄榄球比赛。1879年，密歇根大学的球队狼獾队成立。1890年，俄亥俄州立大学的七叶树队也成立了。1897年，俄亥俄州立大学七叶树队北上密歇根，在狼獾队的主场安娜堡（Ann Arbor）与密歇根进行了一场比赛。那场比赛的观众有很多都是经历过托莱多战争时期的密歇根人，因此对于七叶树这支来自俄亥俄州的球队自然是冷嘲热讽嘘声漫天。最终，主队狼獾队不负众望，以34:0的大比分横扫了俄亥俄州立大学七叶树队。回到哥伦布市（Columbus）的七叶树队把在密歇根的遭遇传播了出去，在俄亥俄也引起了不满。从此，密歇根狼獾和俄亥俄州立七叶树成为了一对死敌，拉开了他们之间持续百年的德比之战的序幕。

## 对抗史

### 早期
1897年的那场比赛之后，两队在1900年第二次遭遇，这一次七叶树0:0逼平了狼獾。然而从1901年开始直到1912年，七叶树在狼獾面前屡战屡败。密歇根大学建校于1817年，早于俄亥俄州立大学五十多年，校友众多，影响力远非俄亥俄州立大学可比，并且托莱多战争中密歇根是利益受损的一方，因此狼獾队的支持者远多于七叶树队。不仅在狼獾队的主场安娜堡，就算是在七叶树队的主场哥伦布市，密歇根的球迷的声势都会盖过俄亥俄的球迷。在球迷的支持下，密歇根大学狼獾队每次都能取得胜利。而这一阶段的俄亥俄州立大学的战绩则是不堪回首，其中1902年的比赛，俄亥俄州立大学0:86不敌密歇根大学，创下了这一系列比赛中最大的分差纪录。但是，一位目睹这场比赛的俄亥俄州立校友在伤心之余，写下了一首《俄亥俄赞歌》（Carmen Ohio），后来这首歌成为了俄亥俄州立大学的官方校歌。

### 密歇根占优
1896年，密歇根大学和芝加哥大学、西北大学等学校一起创立了后来的十大联盟（Big Ten），进行橄榄球的联赛。1906年密歇根大学退出了十大联盟。1913年俄亥俄州立大学也加入了这个联盟。1917年密歇根大学重新加入十大联盟。1918年两队再度碰面，仍然以狼獾队取胜而告终。然而在1919年，俄亥俄州立大学在队史上第一位传奇球员奇科·哈莱（Chic Harley）的率领下，客场击败的密歇根大学，并于此后的两年里接连取胜。从此，七叶树开始逐步向狼獾证明自己不再是任人宰割的弱队。在哈莱的劝说下，俄亥俄州立大学决定为七叶树队修建一座大型球场。美国第一座马蹄形球场、后来成为世界前二十大的俄亥俄大球场（Ohio Stadium）因此建成。1922年，俄亥俄大球场迎来了第一场比赛，也是第一场七叶树狼獾德比，然而让71000名主场球迷不满的是，已经连赢三年的七叶树又以0:19不敌来访的狼獾。
1927年，密歇根狼獾队也拥有了自己的大型主场密歇根体育场，其规模超过了俄亥俄大球场。到了1933年，密歇根大学狼獾队已经两次获得了全国冠军，而七叶树在狼獾面前仍然是败多胜少。可是1934年，事情迎来了转机。这一年弗朗西斯·施密特（Francis Schmidt）成为了七叶树的新教练，他让七叶树从此脱胎换骨。从1934年到1937年，面对密歇根狼獾，七叶树四战四捷，而且在自己累积拿下112分的同时，连续四次把对手零封。1937年以后，双方形成拉锯之势，只是其中在1940年的比赛里，密歇根狼獾40:0再次大胜七叶树。那场比赛被认为是七叶树狼獾德比的历史上密歇根狼獾最漂亮的一次胜利。可惜的是，那场比赛也是密歇根狼獾队史上的传奇殿卫组合保罗·克罗梅尔（Paul Kromer）和汤姆·哈蒙（Tom Harmon）的告别战。
1941年的七叶树狼獾德比战也是一场有纪念意义的比赛。那一年赛前，两队的全国排名都进了全国前25，这是七叶树狼獾德比历史上的第一次。当时排名全国第5名的密歇根狼獾队在主场被排名第14的俄亥俄州立七叶树队以20:20逼平。

### 雪球之战
1950年的七叶树狼獾德比是整个NCAA橄榄球比赛历史上的经典比赛之一。11月25日那一天在哥伦布市，天气十分恶劣，俄亥俄大球场上空刮着大风，赛场上堆积着积雪。气象资料表明那是有记载以来俄亥俄州所见过的最恶劣的天气。根据规则，这场比赛可以取消，而且比赛一旦取消，七叶树队就是十大联盟的联赛冠军，会获得前往加州参加玫瑰碗比赛的资格。然而，把橄榄球队声誉看得和学术声誉一样重要的俄亥俄州立大学拒绝这么做。那一天在五万多名主场球迷的支持下，七叶树队在暴风雪中迎战死敌狼獾队。可惜的是，俄亥俄州立大学在赛场上错失良机。半场前它们3：2领先，本来可以通过拖延时间结束半场的战斗，而七叶树主教练维斯·费斯勒（Wes Fesler）却命令球队继续进攻，结果让密歇根半场压哨进球夺得7分，下半场双方均无建树，最后狼獾队以9:3击败了七叶树队，拿下了七叶树原本可以触手可及的冠军和玫瑰碗参赛资格。那场比赛后，七叶树的教练维斯·费斯勒辞职，而伍迪·海耶斯（Woody Hayes）成了他的继任者。

### 七叶树无敌时代
无敌·海耶斯1951年上任成为了七叶树的教练以后，七叶树在接下来的18场七叶树狼獾德比战中赢下了12场。海耶斯在俄亥俄开启了两个传统：第一，在校园里不许提到“密歇根大学”几个字，如果非说不可，那就得用“北边那个学校”（the school up north）来代替；第二，每当球队战胜密歇根，就会给队员们发一个金黄色的裤子形状的挂件，样式和颜色都和密歇根大学的球裤一样，分发挂件的寓意为让密歇根难堪。不仅如此，在这几年里，无敌·海耶斯带领七叶树大杀四方，五次获得全国总冠军。在海耶斯的治下，七叶树产生了56名美国全明星阵容的队员，还获得13次十大联盟冠军,4次玫瑰碗冠军。当时的七叶树队在与狼獾的德比战中已经完全占据上风。就算在全国范围内，俄亥俄州立大学也难觅对手。这一段时期是七叶树最无敌的一段时期。

### 十年战争
1968年，无敌·海耶斯仍然在俄亥俄州立大学维持着自己的王朝。然而在密歇根，新教练薄·辛巴克勒（Bo Schembechler）接替辞职的前任教练邦普·伊利奥特（ Bump Elliott）入主狼獾队。辛巴克勒曾经是海耶斯在迈阿密大学（牛津）执教时的手下的爱将，后来他又在俄亥俄州立大学担任过海耶斯的助教，两人亦师亦友。辛巴克勒对海耶斯的知根知底让狼獾队一蹶不振的颓势就此作古。接下来的十年里，无敌·海耶斯和薄·辛巴克勒两位著名教练反目成仇，开始了斗法。 两人交手的第一场比赛中，辛巴克勒的狼獾队就靠着出色的防守获得了久违的大胜。随后两人带着各自的球队你来我往，互有胜负。1978年，无敌·海耶斯率领七叶树队前往佛罗里达州参加短吻鳄碗（Gator Bowl）的锦标赛，比赛中七叶树在最后时刻被对手克莱姆森大学老虎队绝杀。这时候，一名克莱姆森的队员兴奋过度，冲进了七叶树队的区域庆祝。脾气暴躁的海耶斯当即殴打了那名队员。事后，NCAA、十大联盟和俄亥俄州立大学一致表态，谴责海耶斯的行为。海耶斯被解雇，同时也被从NCAA名人堂上除名，几年后就去世了。七叶树的无敌时代正式结束了。海耶斯和辛巴克勒同期执教的这10年，是七叶树狼獾德比最为火爆，也是最受瞩目的十年，被人称作十年战争。这一时期，两支球队也把整个十大联盟带上了荣誉的巅峰。

### 退烧时期
接下来的九年里，七叶树狼獾德比有些降温。原因是NCAA联赛里有很多新兴崛起的黑马。南方的学校如阿拉巴马大学红色潮水队、迈阿密大学飓风队、路易斯安那州立大学猛虎队等相继开始重视橄榄球，绝对强队开始向南方转移；西海岸的俄勒冈大学鸭队、斯坦福大学红树队、加州大学伯克利分校金熊队也开始对全国橄榄球势力的分布产生影响。更为重要的是，在七叶树和狼獾所在的中西部地区的其他学校也开始相继崛起：狼獾队除了要对付七叶树以外，还要应付另一死敌圣母大学爱尔兰战士队和同州劲敌密歇根州立大学斯巴达人队。七叶树队也遭到了同样来自密歇根的斯巴达人队的仇视，以及伊利诺伊大学伊利诺伊战士队和爱荷华大学鹰眼队的搅局。而由NCAA历史最佳教练乔·帕特诺（Joe Paterno）率领的宾夕法尼亚州立大学尼塔尼雄狮队和中部平原的传统劲旅内布拉斯加大学玉米收割机队也很“及时”地出现在混战中。七叶树和狼獾各自面对众多的对手的挑战，在德比战中互有胜负，七叶树狼獾德比暂时进入了一个比较平静的时期。

### 库珀时代
1988年，约翰·库珀（John Cooper）成为了俄亥俄州立大学七叶树队的新教练。在这之前的一年，库珀率领亚利桑那州立大学太阳恶魔队在玫瑰碗比赛中击败了密歇根大学狼獾队。七叶树想通过这次换帅再度让球队走向巅峰。然而事与愿违，虽然库珀在任期内培养了大批优秀球员，拿下了三次十大联盟的冠军，但是在七叶树狼獾德比中，库珀欠佳的大赛临场指挥技术让俄亥俄州立七叶树再次回到了被动挨打的局面。13年里，七叶树对狼獾只获胜2次，平1次，而输了10次。反观密歇根大学，虽然经历频繁的主帅变动，成绩却保持在很有竞争力的水准。1997年，密歇根大学狼獾队在全国决赛中21:16击败了华盛顿州立大学，时隔多年再度拿下了全国冠军。1998年，狼獾队历史上最佳球星汤姆·布雷迪（Tom Brady）也出现在观众的视线中。直到约翰·库珀被解雇，他也未能率领七叶树在狼獾队的主场安娜堡获得哪怕一次的胜利。密歇根大学的学生和球迷还专门举办了约翰·库珀纪念日，来纪念这位让他们开心的对手。

### 走向疯狂
2001年，吉姆·特雷塞尔（Jim Tressel）接替库珀成为了七叶树的教练。特雷塞尔是历史上最重视七叶树狼獾德比的教练。当时他继任的时候，七叶树的篮球队正好要和狼獾队的篮球队进行篮球赛。作为橄榄球教练的他，在就职演说上竟然长篇大论地谈论着这场篮球赛，可见他对德比战的重视程度。由于特雷塞尔的存在，这个历史悠久的德比战再度升温。2003年，在安娜堡，双方球迷迎来了盼望已久的历史上第100场七叶树狼獾德比。主队密歇根大学狼獾队在跑卫克里斯·皮里（Chris Perry）的出色发挥下，以35:21取得了这场极有纪念意义的比赛的胜利。在俄亥俄的哥伦布市，“打败密歇根周”（Beat Michigan Week）也开始举行。在每年对阵密歇根狼獾队的那一周，哥伦布市没有人穿蓝色和黄色的衣服（密歇根大学的校旗颜色），大多数人会穿上代表俄亥俄州立大学的红色和灰色。密歇根牌号的车辆也很少出现在城里。人们高唱俄亥俄州立大学的校歌和战歌（Fight Song），甚至还有人跳入结冰的河水中发誓效忠七叶树。于是七叶树狼獾德比在21世纪的初期走向了疯狂。

### 世纪之战
2006年的七叶树狼獾德比是被称为“世纪超级大战”记入NCAA橄榄球历史的比赛之一。这场比赛之前，两队皆保持赛季不败，密歇根大学狼獾队积分排名全国第二，而俄亥俄州立大学七叶树队是全国第一。这场比赛不仅决定着十大联盟冠军的归属，决定着全国冠军赛的参赛资格，更承载着历史的荣誉。然而在开赛的前一天，已辞去主教练之职但一直担任密歇根大学狼獾队行政人员和精神领袖的传奇教练薄·辛巴克勒突然去世了。辛巴克勒在几天前就不舒服，但是他不顾助教们让他留守的劝阻，毅然跟随球队前往了哥伦布市。在赛前一天的例行赛前演讲里，他似乎对自己的身体已经有了很清楚的了解，在那场演讲里他没有像往常一样强调冠军和晋级，而似乎是在告诉教练们怎么让队员们在突发情况下和艰难的时候保持团结。演讲的最后他反复地说着“团队，团队，团队”。演讲结束后他离开了会场，不久就死在了休息地的洗手间里，死因是心脏病。 但是比赛还将继续。传统于中午开球的七叶树狼獾德比，这一次于午夜开球，两队在灯光下激战。借主场优势的七叶树队发起了连续的冲击进攻，而刚失去教练的狼獾队奋勇抵抗，比赛打得难解难分。最终七叶树以42:39的微弱优势赢下了比赛，但是狼獾队在如此逆境的表现让在场的俄亥俄球迷都肃然起敬。

### 新的挑战
世纪之战后的德比战中，俄亥俄州立大学在成绩上占优，而密歇根大学正经历一段危机。2007年，高歌猛进的密歇根大学以全国排名第五的身份在密歇根体育场主场迎战低级别联赛的阿巴拉契亚州立大学，最后出人意料地32:34不敌对手，爆出了NCAA历史上最大的以弱克强的冷门。更让人想不到的是，那也是密歇根大学的危机的开始。同年，带领狼獾队获得过4次联赛冠军和1次全国冠军的功勋主帅罗伊德·卡尔(Lloyd Carr)离职，新帅李奇·罗德里格斯(Rich Rod)拆散了原有的教练组，引发了球队的动荡，且在球迷中也不得人心。2008年，罗德里格斯治下的密歇根狼獾队仅获得了3场胜利，是校史上最差的赛季。两年后罗德里格斯下课，前往了亚利桑那大学野猫队执教。讽刺的是，他在亚利桑那得到了学生和球迷的耐心和支持，率领野猫队拿下了两个碗赛和一次联赛亚军。罗德里格斯的继任者布雷迪·浩克(Brady Hoke)曾经是薄·辛巴克勒的助手，这次他重返旧主被寄予了厚望。2011年是浩克在密歇根当主帅的第一个赛季，也是卡尔招收的球员效力密歇根的最后一季。浩克率队获得了11场胜利，并在赛季末的德比战击败了宿敌俄亥俄州立大学，后来又拿到了砂糖碗的冠军。可是那也是密歇根大学最后的辉煌，随后的三个赛季里，密歇根大学以难以置信的速度跌入深渊，并在2014年失去碗赛资格，浩克也在年末被解雇。可是就算是狼獾队今非昔比，在密俄德比战上，他们也让俄亥俄州立大学大为头疼。2013年密歇根甚至差一点就绝杀了俄亥俄州立。
反观同一时期的俄亥俄州立大学，2011年，吉姆·特雷塞尔因丑闻被禁赛后辞职，新帅厄班·梅耶(Urban Mayer)入主俄亥俄州立。随后俄亥俄州立开启了连胜模式，到2014年末为止，虽然他们在2013年决赛输给了密歇根州立大学斯巴达队、在橘子碗输给了克莱姆森大学老虎队、在跨区联赛输给了弗吉尼亚理工大学霍奇鸟队，他们在十大联盟的内部联赛中还未尝败绩。2014年，在主力四分卫布拉克斯顿·米勒（Braxton Miller)受伤赛季报销后，完全不被看好的情况下，他们靠着替补四分卫巴内特(JT Barnett)的出色发挥连克强敌。在年末的德比战里，巴内特在战况胶着的时候也受伤退出，而第三四分卫卡戴尔·琼斯（Cardale Jones）上场后反而很快将密歇根击溃。在一周后的决赛里，琼斯率领全队以59:0力克威斯康辛大学貛队，拿下分区冠军，并挤掉了两个强敌——大十二联盟的冠亚军——德克萨斯基督教大学角蛙队和贝勒大学熊队，代表十大联盟进入了全国首届附加赛总决赛（Playoff）。

## 参赛双方

### 俄亥俄州立大学
- 中文名：俄亥俄州立大学
- 英文名：Ohio State University （Ohio State/ OSU）
- 建校时间：1873年
- 建队时间：1890年
- 代表色：猩红色 灰色
- 主校区位置：俄亥俄州 哥伦布市
- 歌曲：俄亥俄赞歌、冲过赛场、七叶树战斗号角、我们什么也不给密歇根留下
- 球场：俄亥俄大球场
- 球队名：七叶树 Buckeyes
- 队名来历：源自于俄亥俄州一种特有的植物七叶树

### 密歇根大学
- 中文名：密歇根大学
- 英文名：University of Michigan (Michigan/ UMich)
- 建校时间：1817年
- 建队时间：1876年
- 代表色：蓝色 玉米色
- 主校区位置：密歇根州 安娜堡
- 歌曲：黄与蓝、凯旋者
- 球场：密歇根体育场
- 球队名：狼獾 Wolverines
- 队名来历：源自历史上法国人和密歇根地区印第安人部落所交易的狼獾皮

## 交战历史
| Year | 密西根大学 | 密西根大学 | 俄亥俄州立大学 | 俄亥俄州立大学 | Location Template:Michigan-Ohio State Result |
| ---- | ---------- | ---------- | -------------- | -------------- | -------------------------------------------- |

| Year            | 密西根大学      | 密西根大学      | 俄亥俄州立大学     | 俄亥俄州立大学     | Location Template:Michigan-Ohio State Result |
| --------------- | --------------- | --------------- | ------------------ | ------------------ | -------------------------------------------- |
| Current series: | Current series: | Current series: | 密西根领先 61–51–6 | 密西根领先 61–51–6 | 密西根领先 61–51–6                           |